# Allan D. Mainds

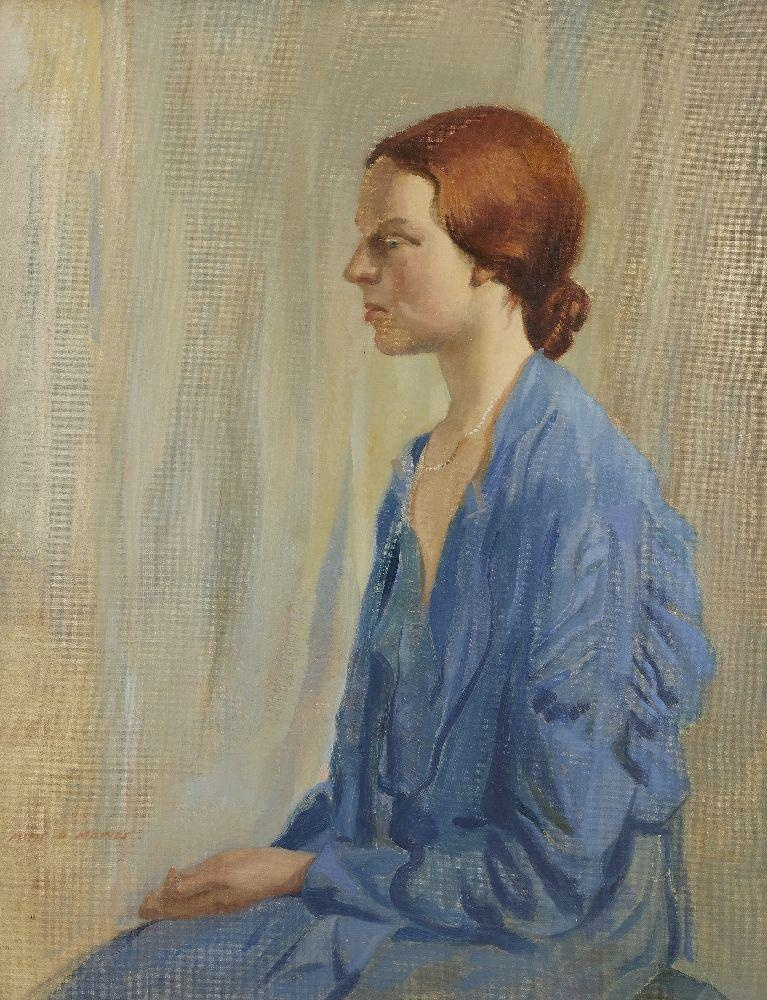
Allan Douglass Mainds: Porträt einer Frau, 1945

Allan Douglass Mainds (* 23. Januar 1881 in Helensburgh, Schottland; † 4. Juli 1945 in Gosforth, England) war ein schottischer Maler, Designer und Kunstpädagoge. Er ist bekannt für seine Porträts, Landschaften und Stillleben sowie für seine Beiträge zur Kunstpädagogik in Großbritannien.

## Leben
Allan Douglass Mainds wurde 1881 in Helensburgh geboren. Sein Vater war der Landschaftsmaler William Reid Mainds. Mainds studierte von 1896 bis 1902 Zeichnen und Malerei an der Glasgow School of Art bei Francis Henry Newbery und Jean Delville. In seinem letzten Studienjahr erhielt er das Haldane Travelling Scholarship, das ihm Studienaufenthalte in Brüssel, Paris, Venedig und Rom ermöglichte. In Rom beschäftigte er sich intensiv mit den Fresken von Michelangelo und Raffael im Vatikan.
Von 1909 bis 1931 war Mainds Dozent an der Glasgow School of Art, wo er Ornamentik, Aktzeichnen, Malerei und von 1910 bis 1918 Kostüm- und Rüstungsgeschichte unterrichtete. Im Ersten Weltkrieg diente er als Hauptmann bei der Royal Field Artillery in Flandern. Er fertigte Landschaftsskizzen für die Artillerie an und arbeitete später als Ausbilder in einem Lazarett. 1916 heiratete er Mary Hogg, eine ehemalige Studentin der Glasgow School of Art. 1931 wurde Mainds Professor für Bildende Kunst und Direktor der King Edward VII School of Art am King’s College der Durham University in Newcastle. Er starb am 4. Juli 1945 in Gosforth.

## Werk

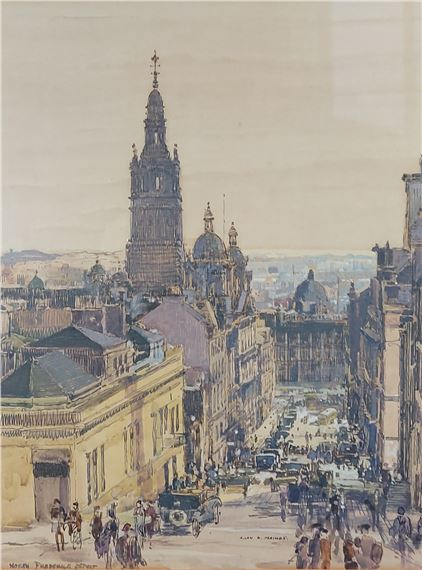
Allan Douglass Mainds: North Frederick Street in Glasgow

Das künstlerische Werk von Allan Douglass Mainds umfasst Porträts, Landschaften und Stillleben in Öl und Aquarell. Seine Porträts zeigen häufig Persönlichkeiten seiner Zeit, darunter Robert Bolam. Neben der Malerei war er auch als Designer von Kostümen, Plakaten und Bühnenbildern tätig. Sein Stil wurde stark von französischen Künstlern beeinflusst, insbesondere durch seine Studienzeit in Paris. Zu seinen bekanntesten Werken zählen Silver and Spode (um 1942), das sich in der Laing Art Gallery befindet, sowie A Voice in the Wood (1928) und A Lesson in Chess (1931–1933).